# Bryan Douglas
Bryan Douglas (ur. 27 maja 1934 w Blackburn) – angielski piłkarz grający na pozycji napastnika.

## Kariera klubowa
Bryan Douglas całą piłkarską karierę spędził w Blackburn Rovers. Z Blackburn awansował do Division One w 1958, by w 1966 spaść z niej. W latach 1954–1969 w barwach Rovers rozegrał w 438 spotkań, w których zdobył 100 bramek.
| Sezon   | Klub                  | Kraj   | Rozgrywki    | Mecze | Bramki |
| ------- | --------------------- | ------ | ------------ | ----- | ------ |
| 1954/55 | Blackburn Rovers F.C. | Anglia | Division Two | 1     | 0      |
| 1955/56 | Blackburn Rovers F.C. | Anglia | Division Two | 36    | 9      |
| 1956/57 | Blackburn Rovers F.C. | Anglia | Division Two | 42    | 12     |
| 1957/58 | Blackburn Rovers F.C. | Anglia | Division Two | 40    | 16     |
| 1958/59 | Blackburn Rovers F.C. | Anglia | Division One | 30    | 16     |
| 1959/60 | Blackburn Rovers F.C. | Anglia | Division One | 27    | 3      |
| 1960/61 | Blackburn Rovers F.C. | Anglia | Division One | 35    | 7      |
| 1961/62 | Blackburn Rovers F.C. | Anglia | Division One | 37    | 8      |
| 1962/63 | Blackburn Rovers F.C. | Anglia | Division One | 41    | 15     |
| 1963/64 | Blackburn Rovers F.C. | Anglia | Division One | 41    | 6      |
| 1964/65 | Blackburn Rovers F.C. | Anglia | Division One | 42    | 8      |
| 1965/66 | Blackburn Rovers F.C. | Anglia | Division One | 16    | 2      |
| 1966/67 | Blackburn Rovers F.C. | Anglia | Division Two | 37    | 8      |
| 1967/68 | Blackburn Rovers F.C. | Anglia | Division Two | 6     | 0      |
| 1968/69 | Blackburn Rovers F.C. | Anglia | Division Two | 7     | 1      |

## Kariera reprezentacyjna
W reprezentacji Anglii Douglas zadebiutował 19 października 1957 w wygranym 4-0 meczu British Home Championship z Walią. W 1958 Douglas uczestniczył w mistrzostwach świata. Na turnieju w Szwecji wystąpił w trzech meczach: z ZSRR, Brazylią i Austrią. W 1962 Douglas po raz drugi uczestniczył w mistrzostwach świata. Na turnieju w Chile wystąpił we wszystkich czterech meczach: z Węgrami, Argentyną, Bułgarią i ćwierćfinale z Brazylią. Ostatni raz w reprezentacji wystąpił 5 czerwca 1963 w wygranym 8-1 towarzyskim meczu ze Szwajcarią, w którym w 43 min. zdobył trzecią bramkę dla Anglii. Ogółem w reprezentacji rozegrał 36 spotkań, w których zdobył 11 bramek.